# Gone (Rosé歌曲)
《Gone》是韓國紐西蘭歌手Rosé為其單曲專輯《R》錄製的單曲，該專輯於2021年3月12日由YG娛樂與新視鏡唱片發行。这首歌是由Brian Lee、J.Lauryn、Teddy Park與Rosé創作，並由24和Brian Lee製作。Rosé於3月14日在SBS的人氣歌謠上首次表演完整版的《Gone》。這首歌是《R》的第二首單曲，並於2021年4月5日公開完整音樂錄影帶。

## 背景與發表
2021年1月25日，Blackpink的YouTube官方頻道公開了一支名為 《Coming Soon》的33秒預告片，其中Rosé演唱了一段未知曲目 。稍後，Rosé宣布將於2021年1月31日，Blackpink的首次線上演唱會《The Show》上表演預告影片裡的曲目 。該預告片於發布24小時內突破1324萬觀賞次數，打破韓國女性個人歌手預告片紀錄。1月31日，Rosé於演唱會《The Show》表演該曲，一半為音樂錄影帶的片段畫面、一半為現場演唱，並正式確認曲名為《Gone》，其音源與片段影像遭大規模網路洩露。
2021年3月2日，YG娛樂正式宣佈將於3月12日公開Rosé備受期待的個人單曲。3月8日，YG娛樂公開專輯單曲目清單，確認收錄主打歌《On the Ground》與副主打歌《Gone》，並顯示Rosé參與了兩首歌的作詞與作曲。
3月11日，Rosé在線上新聞發表會上透露，《Gone》是兩年前就錄製好的。3月12日，這首歌曲隨Rosé的首張個人單曲專輯發行，為專輯中的第二首曲目 。一個月後，即2021年4月5日，YG娛樂公開了《Gone》的完整音樂錄影帶。

## 作品構成
這首歌由Brian Lee、J.Lauryn、Teddy Park、Rosé創作，並由24和Brian Lee製作。《Gone》是以電吉他為基礎的軟搖滾、另類搖滾和獨立搖滾抒情搖曲。為營造柔和的氣氛，這首歌的製作使用了不插電的聲音，並以刷弦方式彈奏吉他和弦   。這首歌是一首令人心碎的分手歌，講述對已離開的前任的情緒。在音律方面，這首歌以F#大調譜曲，每分鐘80拍的節奏，持續3分27秒。

## 音樂錄影帶

### 背景
2021年3月27日，Rosé在Instagram直播中確認，《Gone》的音樂錄影帶「很快」就會公開 。3月31日，Rosé透過她的社群媒體帳號宣布影像將在5天内公開。4月4日，YG娛樂釋出第二張海報預告。4月5日《Gone》的音樂錄影帶的正式公開，於1小時2分內獲得100萬個點讚，並在半天後於YouTube達到1000万次的觀看次數，並成為4月4日至4月10日期間觀賞量最多的K-pop音樂錄影帶。在中國QQ音樂MV巔峰榜上，《Gone》也拿下了4月5日至4月11日期間的冠軍。

## 商業表現
《Gone》於2021年3月12日發表，被列如3月7日至13日週的韓國Gaon數位單曲榜計算期，以不到兩天的音源計算量，獲得了49名，隨後於第二週上升至第六位。這首歌在美國告示牌K-pop Hot 100 （页面存档备份，存于）上排名第五。這首歌在美國告示牌數位歌曲銷售榜上排名第15位，并在全球200强中排名第29位，在全球範圍內擁有1,960万次串流和25,000次下載，並在全球200強美國除外榜排名第17位 。在大洋洲，這首歌於澳洲排在第63位，在紐西蘭排名第6位 。

## 製作人員名單
- Rosé - 主唱、詞曲
- Brian Lee - 製作人、詞曲
- J. Lauryn - 詞曲
- Teddy Park - 詞曲
- 24 - 製作人

## 排行榜
| 排行榜 (2021)                             | 最高名次 |
| ----------------------------------------- | -------- |
| 澳大利亚（澳大利亚唱片业协会榜）          | 63       |
| 加拿大（加拿大百強單曲榜）                | 77       |
| 全球（《公告牌》全球二百强单曲榜）        | 29       |
| 匈牙利（四十強單曲榜）                    | 9        |
| 馬來西亞（馬來西亞唱片業協會）            | 1        |
| 新西兰（新西兰唱片音乐协会熱門單曲榜）    | 6        |
| 葡萄牙（葡萄牙唱片業協會单曲榜）          | 186      |
| 新加坡（新加坡唱片業協會）                | 2        |
| 韓國（Gaon單曲榜）                        | 6        |
| 韓國（韓國流行音樂百強榜）                | 5        |
| 英國（官方榜单公司下載榜）                | 41       |
| 美國（《告示牌》Billboard Digital Songs） | 15       |

## 發行歷史
| 地區 | 日期          | 格式          | 唱片公司  | Ref.   |
| ---- | ------------- | ------------- | --------- | ------ |
| 全球 | 2021年3月12日 | 數位下載 串流 | YG 新視鏡 | [ 38 ] |